# 폴 버크

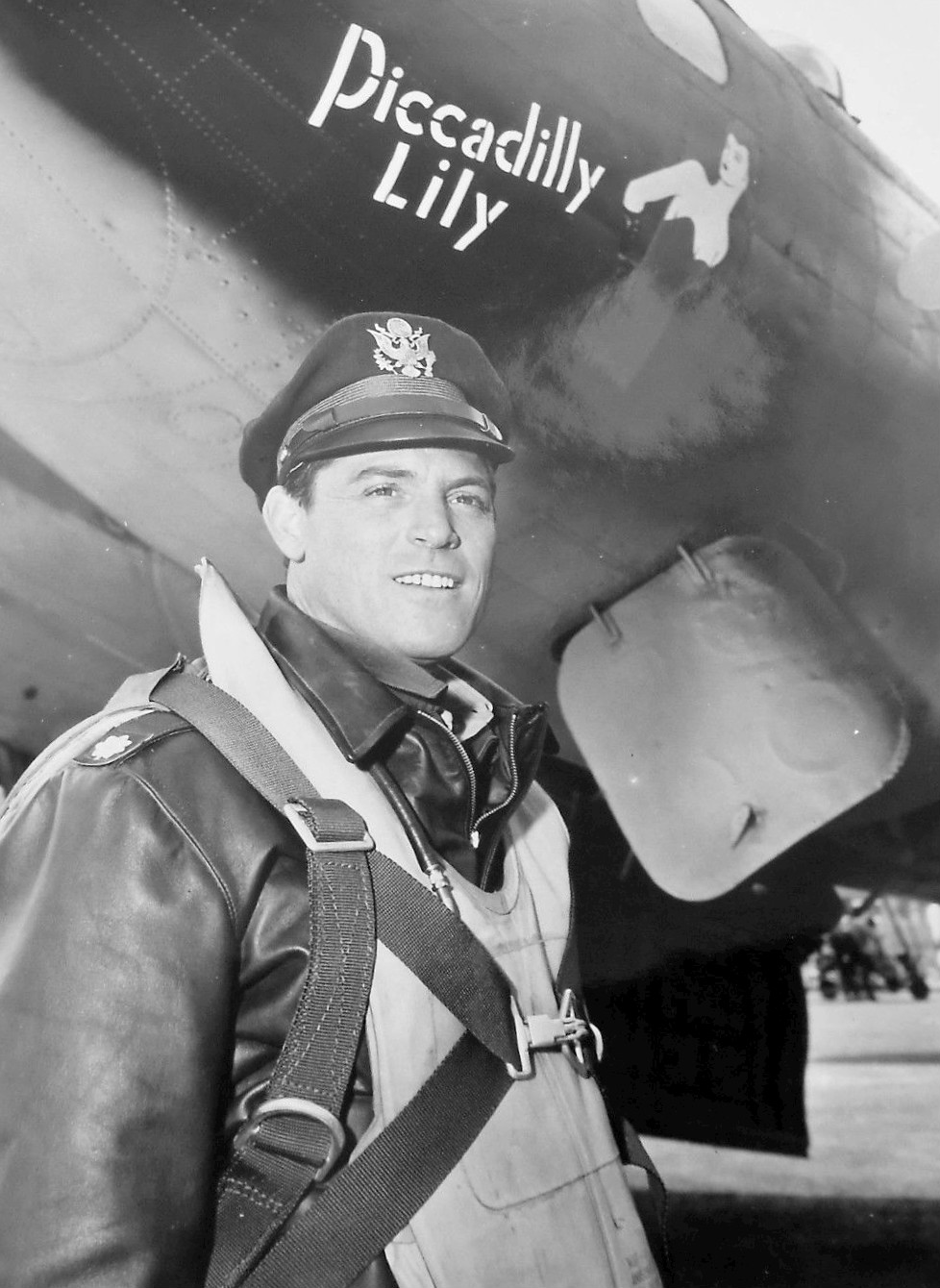

폴 버크(Paul Burke, 1926년 7월 21일 ~ 2009년 9월 13일)는 미국의 배우이다.
뉴올리언스에서 태어났으며 팜스프링스에서 사망하였다. 사인은 백혈병이다.

## 출연 작품
- 헬 게이트 (1981년)
- 사이코 킬러 (1975년)
- 테러의 해부 (1974년)
- 위험한 연인 (1969년)
- 토마스 크라운 어페어 (1968년)
- 인형의 계곡 (1967년)
- 프란시스 인 더 네이비 (1955년)
- 쓰리 세일러스 앤 어 걸 (1953년)
- 프란시스 고즈 투 웨스트 포인트 (1952년)
- 용감한 페이건 (1952년)

### 텔레비전
- 정오의 출격 (1964-67)
- 닥터 게논 (1970-74)
- 하와이 파이브-O (1971-80)
- 아이언사이드 (1974)
- 사랑의 유람선 (1978-81)
- 꿈꾸는 낙원 (1978-83)
- 매그넘 P.I. (1981-85)
- 다이너스티 (1982-88)
- 호텔 (1983-86)